# Muscle splénius de la tête
Le muscle splénius de la tête est un des muscles splénius situé à la base de la nuque et en haut du dos.

## Description
Le muscle splénius de la tête est le plus superficiel des muscles splénius et il est en continuité avec le muscle splénius du cou.
C'est un muscle volumineux de forme trapézoïde à grande base inférieure et latérale.

## Origine
Le muscle splénius de la tête nait de la moitié inférieure du ligament de la nuque, des processus épineux de la septième vertèbre cervicale et des trois premières vertèbres thoraciques.

## Trajet
Les fibres musculaires se dirigent obliquement en haut, en dehors et en avant.

## Insertion
Le muscle splénius de la tête se termine en arrière du muscle sterno-cléido-mastoïdien sur la moitié latérale de la ligne nuchale supérieure et sur la face latérale du processus mastoïde de l'os temporal.

## Innervation
Le muscle splénius de la tête est innervé par un rameau du nerf grand occipital et les branches postérieures des cinq premiers nerfs spinaux cervicaux.

## Action
Le muscle splénius de la tête est le moteur principal de l'extension de la tête. Par action monolatérale, il permet une flexion latérale et une rotation du rachis cervical.

## Aspect clinique
L'injection de toxine botulique dans ce muscle permet d'améliorer le tremblement essentiel de la tête.

## Galerie

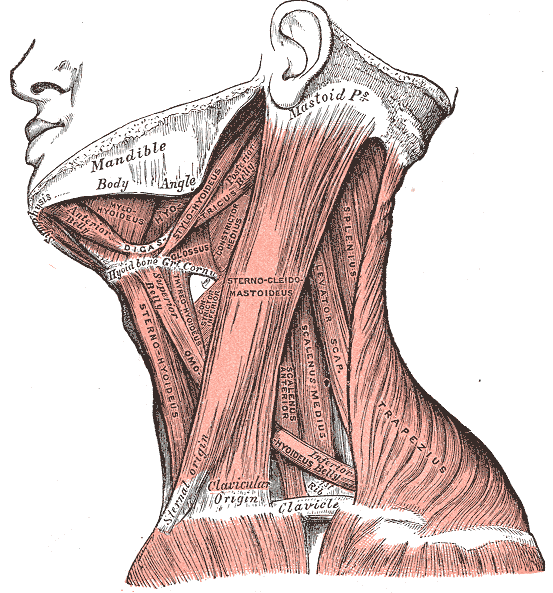
Muscles du cou. Vue latérale.
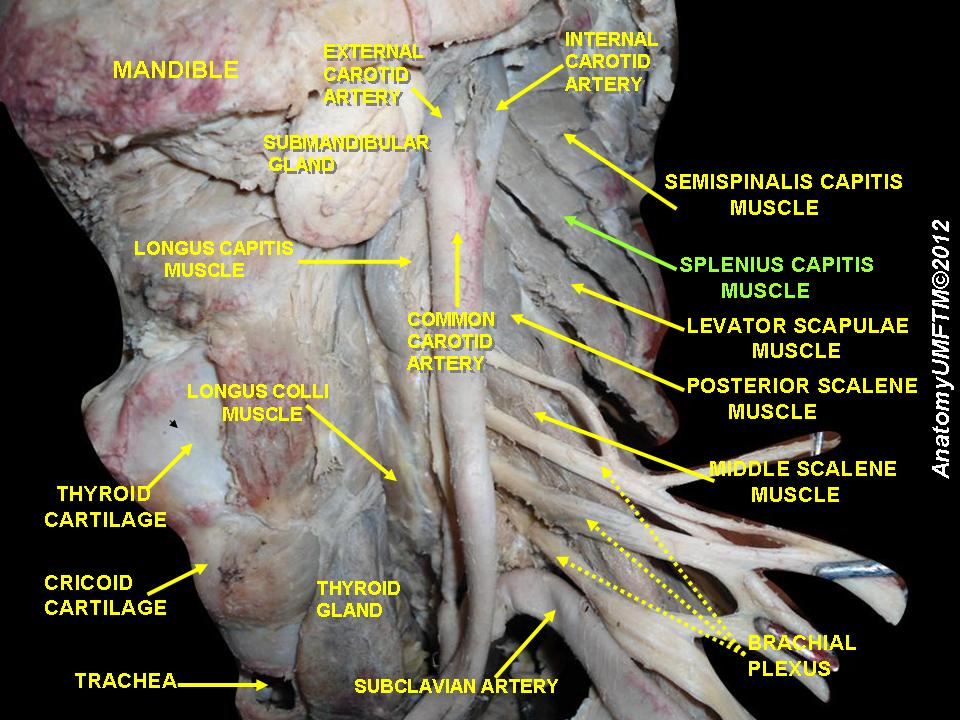
Muscle splénius de la tête